# Jeunesse sportive Soualem
Maillots
La Jeunesse Sportive de Soualem (en arabe : شباب السوالم الرياضي), plus couramment abrégé en JS Soualem, est un club marocain de football fondé en 1984 et basé dans la ville de Had Soualem.
Il évolue actuellement en Botola Pro1

## Histoire
Créé en 1984, par président haddadi hadad,membres de comité: berrada azeddine, fahim Mohamed,hamadani Ahmed,bentaibi Ahmed,Aziz thami ,miftah Ahmed,Hassan chehbeddine,Hamid El azouzi ,Aziz Kharti soigneur,Ahmed haddadi. 
En 2010, l'ancien international marocain du Raja Club Athletic Redouane El Haimer, est nommé au poste d'entraîneur au club sous la présidence du jeune président Bouchaïb Bencheikh. El Haimer entama un projet de formation et de construction d'une jeune équipe renforcée par des éléments expérimentés formés par des grands clubs, notamment le Raja.
À l'issue de la saison 2017-2018, le club remporte la Division Nationale (D3) et se voit promu en Botola 2 pour la première fois de son histoire.
La saison 2020-2021 est historique pour le club fondé en 1984, quand il réalise la montée en Botola 1, premier échelon du football marocain, avec son entraîneur Redouane El Haimer qui dirige l'équipe depuis plus de onze années.

## Palmarès
- Botola Amt1 (1) :
  - Champion : 2017/18
- Botola Pro2 :
  - Vice-champion : 2020/21

## Anciens entraîneurs
- Abdelkader Jalal (1986-1988)
- Redouane El Haimer (2010-  )